# 乔沃瓦拉
乔沃瓦拉（Chowwara），是印度喀拉拉邦Ernakulam县的一个城镇。总人口13603（2001年）。

## 人口
该地2001年总人口13603人，其中男性6754人，女性6849人；0—6岁人口1409人，其中男714人，女695人；识字率78.53%，其中男性为80.87%，女性为76.22%。